# Пам'ятки історії Красноперекопського району
У Красноперекопському районі Криму нараховується 22 пам'ятки історії, всі — місцевого значення.
| № п/п | Обліковий номер | Найменування пам'ятника | адреса / розташування | Рішення про взяття на облік                                                                                       | фото |
| ----- | --------------- | --- | --- | --- | ---- |
| 1     | 1216            | Пам'ятник Н. С. Курнакову. Дата споруди: 1967 р. | Красноперекопська міськрада, м. Красноперекопськ, вул. Менделєєва, парк біля адміністративної будівлі Перекопського бромного заводу | Рішення КО від 05.09.1969 № 595                                                                                   |      |
| 2     | 4659-АР         | Пам'ятний знак на честь трьох штурмів Перекопу. Дата подій: 1920 р., 1944 р., 1953 р. Дата спорудження: 5 листопада 1971 р., реконструкція в 2003 р. | Красноперекопська міськрада, м. Красноперекопськ, вул. Менделєєва, парк біля Палацу культури                                        | Наказ Міністерства культури України від 16.06.2011 № 453/0/16-11; Наказ МКтаТ України від 03.02.2010 № 58/0/16-10 |      |
| 3     | 1215            | Пам'ятник М. В. Фрунзе. Дата подій: 1885—1925 рр. Дата споруди: 1969 р.                                                                              | Красноперекопська міськрада, м. Красноперекопськ, вул. Менделєєва, біля будівлі школи № 2                                           | Рішення КО від 05.09.1969 № 595                                                                                   |      |
| 4     | 1185            | Братська могила радянських воїнів, 1941—1944 рр., 1956 р. — міськрада                                                                                | м. Красноперекопськ, вул. Толбухіна, сквер біля кінотеатру «Таврія»                                                                 | Рішення КО від 05.09.1969 № 595                                                                                   |      |
| 5     | 1193            | Братська могила радянських воїнів, квітень 1944 р.                                                                                                   | Братська с/р, с. Полтавське, сільське кладовище                                                                                     | Рішення КО від 05.09.1969 № 595                                                                                   |      |
| 6     | 2342            | Могила невідомого воїна, 1941—1944 рр. | Вишневська с/р, с. Вишнівка сільське кладовище                                                                                      | Рішення КО від 15.01.1980 № 16                                                                                    |      |
| 7     | 2234            | Пам'ятний знак на місці форсування Сивашу частинами Червоної армії. Дата подій: 1943—1944 рр. Дата споруди: 1975 р.                                  | Вишневська с/р, с. Вишнівка, східний берег Сивашу, Кугаранська дамба                                                                | Рішення КО від 15.01.1980 № 16                                                                                    |      |
| 8     | 3092            | Пам'ятний знак на честь воїнів-односельців, полеглих на фронтах ВВВ                                                                                  | Вишневська с/р, с. Вишнівка, вул. Леніна, сквер                                                                                     | Рішення КО від 15.04.1986 № 164                                                                                   |      |
| 9     | 1203            | Братська могила радянських воїнів, жовтень 1941 р., квітень 1944 р., перепоховання — 1967 р.                                                         | Вишневська с/р, с. Зелена Нива, вул. Зелена                                                                                         | Рішення КО від 05.09.1969 № 595                                                                                   |      |
| 10    | 1212            | Будинок, в якому була явочна квартира радянських розвідників з груп «Кримчанка» та «Соколи», лютий 1942 р., грудень 1943 р.                          | Військовий с/с, с. Воїнка, вул. Кондратова, 55, приватний будинок                                                                   | Рішення КО від 05.09.1969 № 595                                                                                   |      |
| 11    | 1195            | Братська могила радянських воїнів та мирних жителів, 1941—1944 рр., перепоховання в 1956 р.                                                          | Військовий с/с, с. Воїнка, вул. Леніна, Комсомольський парк                                                                         | Рішення КО від 05.09.1969 № 595                                                                                   |      |
| 12    | 1196            | Братська могила радянських воїнів, вересень 1941 р., листопад 1943 р., квітень 1944 р.                                                               | Військовий с/с, с. Істочне, вул. Гагаріна, сквер біля школи                                                                         | Рішення КО від 05.09.1969 № 595                                                                                   |      |
| 13    | 1206            | Братська могила радянських воїнів, 1941—1944 рр., Перепоховання — 1956 р.                                                                            | Іллінська с/р, с. Іллінка, сквер | Рішення КО від 05.09.1969 № 595                                                                                   |      |
| 14    | 1201            | Братська могила радянських воїнів, 1920 р., 1941—1944 рр.                                                                                            | Ішунського с/с, с. Ішунь, північна околиця села, сквер біля шосе Сімферополь — Красноперекопськ                                     | Рішення КО від 05.09.1969 № 595                                                                                   |      |
| 15    | 1202            | Братська могила радянських воїнів, 1941—1944 рр., Перепоховання — 1954 р., 1956 р.                                                                   | Ішунського с/с, с. Ішунь, сільське кладовище                                                                                        | Рішення КО від 05.09.1969 № 595                                                                                   |      |
| 16    | 2233            | Пам'ятний знак на честь воїнів-односельчан. Дата споруди: 1972 р.                                                                                    | Ішунського с/с, с. Ішунь, вул. Леніна, біля сільського кладовища                                                                    | Рішення КО від 15.01.1980 № 16                                                                                    |      |
| 17    | 1205            | Братська могила радянських воїнів, жовтень 1941 р., квітень 1944 р.                                                                                  | Ішунського с/с, с. Танкове, сільське кладовище                                                                                      | Рішення КО від 05.09.1969 № 595                                                                                   |      |
| 18    | 1204            | Братська могила радянських воїнів, жовтень 1941 р.                                                                                                   | Ішунського с/с, с. Пролетарка, південно-західна околиця села                                                                        | Рішення КО від 05.09.1969 № 595                                                                                   |      |
| 19    | 3093            | Могила радянського воїна А. І. Шарого, 1944 р. | Червоноармійська с/р, с. Червоноармійське, 3,0 км на захід від села                                                                 | Рішення КО від 15.04.1986 № 164                                                                                   |      |
| 20    | 1199            | Братська могила радянських воїнів, листопад 1943 р., квітень 1944 р., перепоховання в 1955 р.                                                        | Червоноармійська с/р, с. Червоноармійське, вул. Перемоги                                                                            | Рішення КО від 05.09.1969 № 595                                                                                   |      |
| 21    | 1200            | Група могил радянських воїнів, 1941—1944 рр. | Червоноармійська с/р, с. Надеждине, південна околиця села                                                                           | Рішення КО від 05.09.1969 № 595                                                                                   |      |
| 22    | 1211            | Пам'ятний знак на честь воїнів-односельчан. Дата подій: 1918—1920 рр., 1941—1944 рр. Дата споруди: 1968 р.                                           | Магазинська с/р, с. Магазинка, вул. Садова, біля будівлі сільради                                                                   | Рішення КО від 05.09.1969 № 595                                                                                   |      |
| 23    | 1207            | Братська могила радянських воїнів, квітень 1944 р., перепоховання в 1957 р.                                                                          | Магазинська с/р, с. Магазинка, вул. Севастопольська, біля будівлі школи                                                             | Рішення КО від 05.09.1969 № 595                                                                                   |      |
| 24    | 3225            | Братська могила жертв фашизму, січень 1942 р. | Магазинська с/р, с. Новоолександрівка, сільське кладовище                                                                           | Рішення КО від 20.02.1990 № 48                                                                                    |      |
| 25    | 1208            | Братська могила радянських воїнів, жовтень 1941 р., квітень 1944 р.                                                                                  | Магазинська с/р, с. Новоолександрівка, вул. Артезіанська                                                                            | Рішення КО від 05.09.1969 № 595                                                                                   |      |
| 26    | 1194            | Могили радянських воїнів, жовтень 1941 р., квітень 1944 р., перепоховання в 1968 р., 1975 р., 1976 р.                                                | Новопавлівська с/р, с. Новопавлівка, сквер біля Будинку культури                                                                    | Рішення КО від 05.09.1969 № 595                                                                                   |      |
| 27    | 1197            | Братська могила радянських воїнів, жовтень 1941 р., квітень 1944 р., перепоховання в 1953 р.                                                         | Орловська с/р, с. Орловське, вул. Кірова, сквер                                                                                     | Рішення КО від 05.09.1969 № 595                                                                                   |      |
| 28    | 1209            | Братська могила радянських воїнів, жовтень 1941 р., квітень 1944 р., перепоховання в 1957 р.                                                         | Почетненська с/р, с. Почесне | Рішення КО від 05.09.1969 № 595                                                                                   |      |
| 29    | 3094            | Могила Героя Соціалістичної Праці Н. І. Руденко, 1980 р.                                                                                             | Совхозненський з/с, с. Таврійське, сільське кладовище                                                                               | Рішення КО від 15.04.1986 № 164                                                                                   |      |
| 30    | 1210            | Братська могила радянських воїнів, 1920 р., жовтень 1941 р., квітень 1944 р., перепоховання в 1967 р.                                                | Совхозненська с/р, с. Таврійське, вул. Таврійська                                                                                   | Рішення КО від 05.09.1969 № 595                                                                                   |      |
| 31    | 1198            | Братська могила радянських воїнів, листопад 1920 р., жовтень 1941 р., 1943—1944 рр., перепоховання — 1946 р.                                         | Філатівська с/р, с. Карпова Балка, 0,8 км на північний схід від дороги, що веде в с. Карпова Балка, біля польового стану            | Рішення КО від 05.09.1969 № 595                                                                                   |      |
| 32    | 1183            | Місце форсування Сиваша частинами Червоної армії. Дата події: листопад 1920 р. Дата споруди: 1951 р.                                                 | філатівська с/р, с. Філатівка, північно-західна частина Литовського півострова.                                                     | Рішення КО від 05.09.1969 № 595                                                                                   |      |